# Pandanus callmanderiana
Pandanus callmanderiana là một loài thực vật có hoa trong họ Dứa dại. Loài này được Laivao & Buerki mô tả khoa học đầu tiên năm 2006.